# Ol'ga Kužela
Ol'ga Petrovna Kužela (in russo Ольга Петровна Кужела?; 29 agosto 1985) è una sincronetta russa.

## Palmarès

### Olimpiadi
- 1 medaglia:
  - 1 oro (Pechino 2008 a squadre)

### Europei
- 1 medaglia:
  - 1 oro (Budapest 2010 nel combinato)